# Blăjeni (gmina)
Blăjeni – gmina w Rumunii, w okręgu Hunedoara. Obejmuje miejscowości Blăjeni, Blăjeni-Vulcan, Criș, Dragu-Brad, Groșuri, Plai, Reț i Sălătruc. W 2011 roku liczyła 1192 mieszkańców.